# Lipovec (Chorwacja)
Lipovec – wieś w Chorwacji, w żupanii krapińsko-zagorskiej, w gminie Zlatar-Bistrica. W 2011 roku liczyła 198 mieszkańców.